# 紀元前218年
紀元前218年（きげんぜん218ねん）

## 他の紀年法
- 干支 : 癸未
- 日本
  - 皇紀443年
  - 孝霊天皇73年
- 中国 : 秦 - 始皇29年
- 朝鮮 :
- ベトナム :
- 仏滅紀元 : 327年
- ユダヤ暦 :

## できごと

### アジア
- 張良が始皇帝暗殺を試みる。

### ヨーロッパ
- 第二次ポエニ戦争（ - 紀元前201年）
  - ハンニバルのアルプス越え
  - 11月 - ティキヌスの戦い
  - 12月18日 - トレビアの戦い